# Донское (Кировский район)
Донско́е (до 1948 года Муратча́-Сара́й; укр. Донське, крымскотат. Muratşa Saray, Муратша Сарай) — исчезнувшее село в Кировском районе Республики Крым, располагавшееся в центре района, в степной части Крыма, примерно в 1,5 км к северо-западу от современного села Спасовка.

## История
Первое документальное упоминание села встречается в Камеральном Описании Крыма… 1784 года, судя по которому, в последний период Крымского ханства Муратша Сарай входил в Старо-Крымский кадылык Кефинского каймаканства. После присоединения Крыма к России (8) 19 апреля 1783 года, (8) 19 февраля 1784 года, именным указом Екатерины II сенату, на территории бывшего Крымского Ханства была образована Таврическая область и деревня была приписана к Левкопольскому, а после ликвидации в 1787 году Левкопольского — к Феодосийскому уезду Таврической области. После Павловских реформ, с 1796 по 1802 год, входила в Акмечетский уезд Новороссийской губернии. По новому административному делению, после создания 8 (20) октября 1802 года Таврической губернии, Муратча-Сарай был включён в состав Байрачской волости Феодосийского уезда.
По Ведомости о числе селений, названиях оных, в них дворов… состоящих в Феодосийском уезде от 14 октября 1805 года , в деревне Мурадша-сарай числилось 12 дворов, 137 жителей крымских татар и 9 цыган. На военно-топографической карте генерал-майора Мухина 1817 года деревня Мурача сарай обозначена с 18 дворами. После реформы волостного деления 1829 года Мурачи Эли, согласно «Ведомости о казённых волостях Таврической губернии 1829 года», отнесли к Учкуйской волости (переименованной из Байрачской). На карте 1836 года в деревне 13 дворов. Затем, видимо, в результате эмиграции крымских татар, деревня заметно опустела и на карте 1842 года Муратча-сарай обозначен условным знаком «малая деревня», то есть, менее 5 дворов.
В 1860-х годах, после земской реформы Александра II, деревню приписали к Салынской волости. Согласно «Списку населённых мест Таврической губернии по сведениям 1864 года», составленному по результатам VIII ревизии 1864 года, Муратча-Сарай — владельческая татарская деревня с 30 дворами, 201 жителем и мечетью при речке Субаше. По обследованиям профессора А. Н. Козловского начала 1860-х годов, в селении «…имелась пресная вода в изобилии из горных родников и ручьёв». На трёхверстовой карте Шуберта 1865—1876 года в деревне Муратча-Сарай обозначено 15 дворов. По «Памятной книге Таврической губернии 1889 года», по результатам Х ревизии 1887 года, в деревне Муратша-Сарай числилось 58 дворов и 228 жителей.
После земской реформы 1890-х годов деревню приписали к Цюрихтальской волости. В «…Памятной книжке Таврической губернии на 1892 год» в списке экономий и разорённых деревень, жители коих живут в разных местах записан Муратча-Сарай. По «…Памятной книжке Таврической губернии на 1902 год» в деревне Мурача-Сарай, находившейся в частном владении, числилось 39 жителей в 5 домохозяйствах. По Статистическому справочнику Таврической губернии. Ч.II-я. Статистический очерк, выпуск пятый Феодосийский уезд, 1915 год, в имении Муратча-Сарай (наследников Арцеулова) Цюрихтальской волости Феодосийского уезда числился 1 двор без населения. При хуторе числилось 607 десятин удобной земли. В хозяйстве имелось 18 лошадей, 42 вола, 12 коров и 168 голов овец, свиней, или коз.
После установления в Крыму Советской власти, по постановлению Крымревкома от 8 января 1921 года была упразднена волостная система и село вошло в состав вновь созданного Владиславовского района Феодосийского уезда, а в 1922 году уезды получили название округов. 11 октября 1923 года, согласно постановлению ВЦИК, в административное деление Крымской АССР были внесены изменения, в результате которых округа ликвидировались и Владиславовский район стал самостоятельной административной единицей. Декретом ВЦИК от 04 сентября 1924 года «Об упразднении некоторых районов Автономной Крымской С. С. Р.» Старо-Крымский район был упразднён в октябре 1924 года район был преобразован в Феодосийский и село включили в его состав. Согласно Списку населённых пунктов Крымской АССР по Всесоюзной переписи 17 декабря 1926 года, в селе Муратча-Сарай, Джума-Элинского сельсовета (в котором село состояло всю дальнейшую историю) Феодосийского района, числилось 12 дворов, все крестьянские, население составляло 63 человека, из них 51 татарин, 7 греков, 5 записаны в графе «прочие». Постановлением ВЦИК «О реорганизации сети районов Крымской АССР» от 30 октября 1930 года из Феодосийского района был выделен (воссоздан) Старо-Крымский район (по другим сведениям 15 сентября 1931 года) и село включили в его состав. По данным всесоюзной переписи населения 1939 года в селе проживало 85 человек.
В 1944 году, после освобождения Крыма от фашистов, согласно постановлению ГКО № 5859 от 11 мая 1944 года, 18 мая крымские татары были депортированы в Среднюю Азию. 12 августа 1944 года было принято постановление № ГОКО-6372с «О переселении колхозников в районы Крыма» и в сентябре того же года в село приехали первые переселенцы, 1268 семей, из Курской, Тамбовской и Ростовской областей, а в начале 1950-х годов последовала вторая волна переселенцев. С 25 июня 1946 года Муратча-Сарай в составе Крымской области РСФСР. Указом Президиума Верховного Совета РСФСР от 18 мая 1948 года, Муратча-Сарай переименовали в Донское. 26 апреля 1954 года Крымская область была передана из состава РСФСР в состав УССР. После ликвидации в 1959 году Старокрымского района село переподчинили Кировскому. Ликвидировано к 1968 году (согласно справочнику «Крымская область. Административно-территориальное деление на 1 января 1968 года» — в период с 1954 по 1968 год, как село Приветненского сельсовета Кировского района.

### Динамика численности населения
| - 1805 год — 146 чел. - 1864 год — 201 чел. - 1889 год — 228 чел. - 1892 год — 0 чел. | - 1902 год — 39 чел. - 1915 год — 0 чел. - 1926 год — 63 чел. - 1939 год — 85 чел. |